# Siedewasserreaktor
Der Siedewasserreaktor (SWR; englisch Boiling water reactor, BWR) ist ein Leichtwasser-Kernreaktor zur Stromerzeugung in Kraftwerken, bei dem Wasser als Moderator und Kühlmittel dient. Nach dem Druckwasserreaktor (DWR), der ebenfalls in der Regel mit Leichtwasser betrieben wird, ist es der gebräuchlichste Kernreaktortyp (20 % der weltweiten nuklearen Energiegewinnung). Im Gegensatz zum DWR mit Primär- und Sekundärkreislauf verfügt der SWR nur über einen einzigen Dampf-Wasser-Kreislauf. Der Kreislauf des radioaktiv belasteten Kühlmittels ist somit nicht auf den Sicherheitsbehälter (Containment) beschränkt. Der erreichbare Wirkungsgrad eines SWR-Kraftwerks liegt geringfügig über dem Wert von DWR-Kraftwerken, da das Wasser im Reaktor selbst verdampft und der Leistungsverlust der zusätzlichen Wärmeübertragung im Dampferzeuger entfällt. Druck und Temperatur sind im Reaktor-Druckbehälter niedriger als beim DWR.
Der Siedewasserreaktor wurde vom Argonne National Laboratory und General Electric in der Mitte der 1950er Jahre unter der Leitung von Samuel Untermyer II entwickelt. Der wichtigste gegenwärtige Hersteller ist GE Hitachi Nuclear Energy, ein Unternehmen mit Hauptsitz in Wilmington (North Carolina), das auf die Konzeption und den Bau dieser Art von Reaktor spezialisiert ist.

Schema eines Kernkraftwerks mit Siedewasserreaktor

## Wirkungsweise

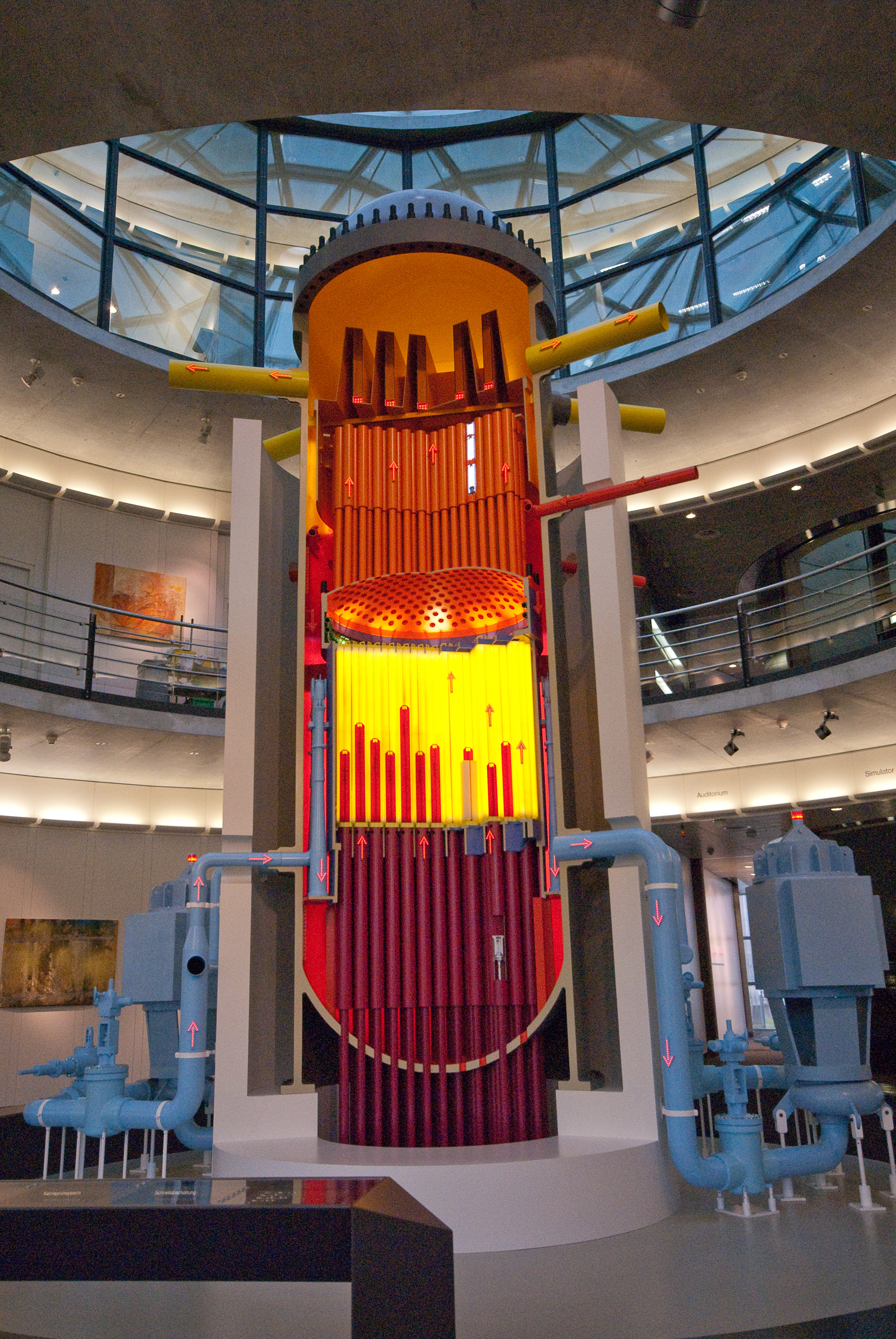
Das Reaktormodell des SWR Kernkraftwerk Leibstadt in dessen Infozentrum

Das vorgewärmte Speisewasser wird in den Reaktordruckbehälter gepumpt, der durch den Sicherheitsbehälter vom restlichen Aufbau isoliert ist. Im Druckbehälter befinden sich die Brennelemente, meist mit auf etwa 4 % angereichertem Urandioxid als Brennstoff. Der Reaktordruckbehälter ist zu ungefähr zwei Dritteln mit Wasser gefüllt. Durch die bei der Kernspaltung entstehende Wärme verdampft Wasser (Siedekühlung) bei z. B. 71 bar und 286 °C im Reaktordruckbehälter; dieser Dampf treibt die Turbine an. Ein Generator wandelt die von der Turbine gelieferte Energie in elektrischen Strom um. Der entspannte Wasserdampf wird durch Kühlwasser im Kondensator verflüssigt und wieder dem Kreislauf zugeführt. Die Dampfmenge beträgt bei einem Siedewasserreaktor typischerweise etwa 7.000 Tonnen pro Stunde.
Die Reaktorleistung kann über Umwälzpumpen innerhalb des Reaktordruckbehälters im Bereich zwischen etwa 50 und 100 % zur Lastanpassung geregelt werden. Außerdem ist sie über den Neutronenfluss mittels Steuerstäben aus Borcarbid, Hafnium oder Cadmium regelbar. Da die mittlere Moderatordichte im oberen Bereich durch die Dampfblasen geringer ist, werden die Steuerstäbe beim SWR von unten eingefahren, sodass die Leistungsdichte möglichst homogen verteilt bleibt. Beim Abschalten aller Umwälzpumpen fällt die Leistung auf 30 bis 40 % der Nennleistung in den sogenannten Naturumlaufpunkt. Der (potentielle) Wirkungsgrad eines Siedewasserreaktors ist unwesentlich größer als der des Druckwasserreaktors (≈ 33 %); der Nettowirkungsgrad eines SWRs liegt bei ca. 35 %, da geringere Temperatur und Druck verwendet werden. In der Praxis spielen die Unterschiede im Wirkungsgrad jedoch nur eine untergeordnete Rolle, da bei der Stromerzeugung die Brennstoffkosten lediglich etwa 20 % betragen.

## Sicherheit und Kontamination

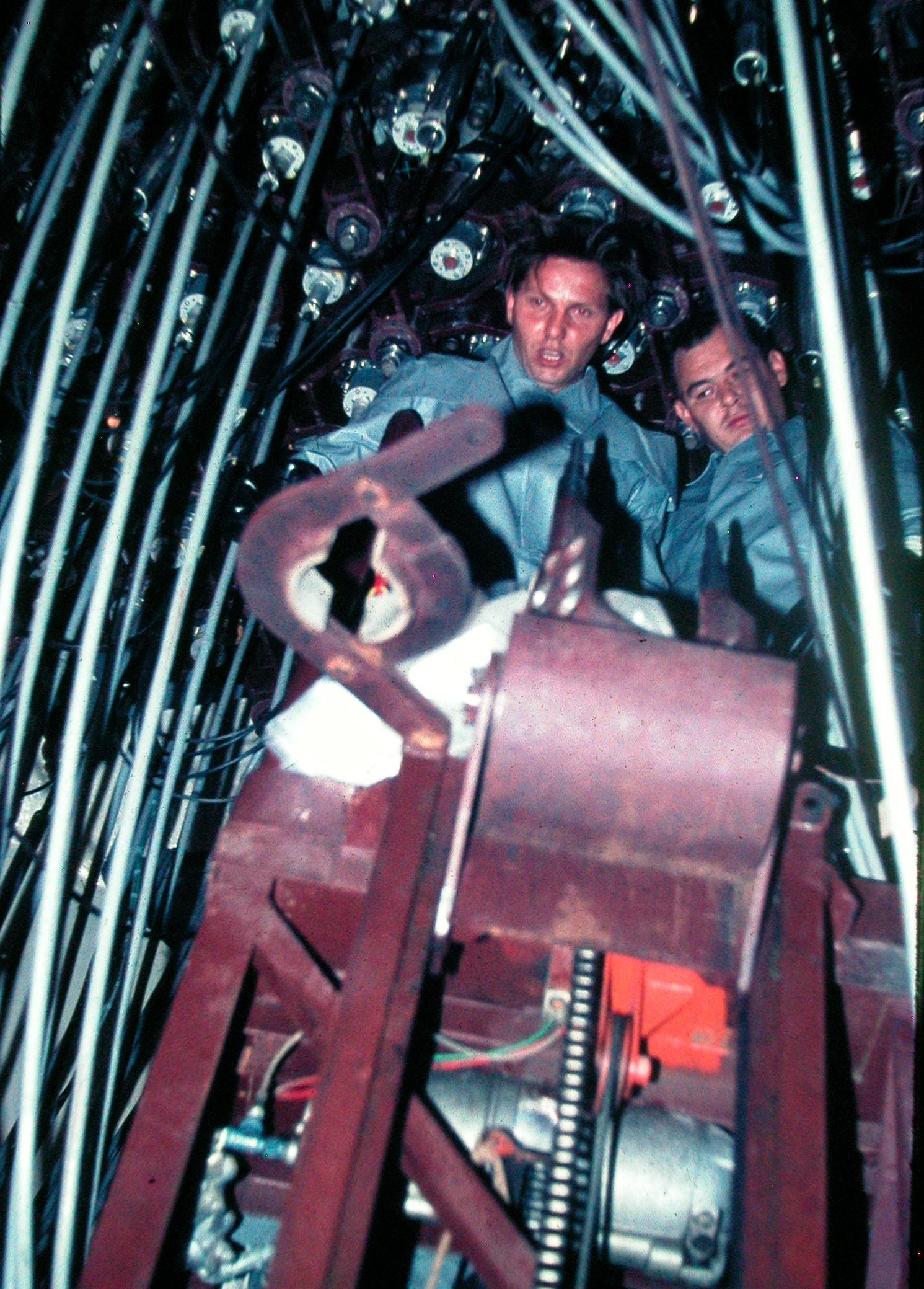
Montagearbeiten an den Steuerstabantrieben in Gundremmingen

Die Dampfturbine wird im Siedewasserreaktor – im Gegensatz zum Druckwasserreaktor – direkt von dem im Reaktordruckbehälter erzeugten Wasserdampf betrieben, so dass die mit dem Dampf transportierten radioaktiven Stoffe in das Turbinengebäude (Maschinenhaus) gelangen. Dieses gehört daher – anders als beim Druckwasserreaktor – zum Kontrollbereich. Daraus ergeben sich die folgenden zwei wesentlichen Unterschiede:
- Ein großer Teil des Maschinenhauses kann bei Betrieb nur eingeschränkt begangen werden; schon kurz nach dem Ausschalten ist dies jedoch möglich (siehe unten).
- Es ist ein System zum Absaugen und Behandeln der mit dem Dampf mitgeführten Gase erforderlich.

Die den Dampf kontaminierenden radioaktiven Stoffe lassen sich in drei Gruppen einteilen:
Wassergetragene Stoffe
Dabei handelt es sich um aktivierte Ionen (z. B. 24Na), um Metallpartikel aus den Rohr- und Behälterwerkstoffen (z. B. 60Co) und um wasserlösliche Spaltprodukte (z. B. 137Cs, 99mTc).
Bei den heute in Betrieb befindlichen SWR-Kernkraftwerken ist innerhalb des Reaktordruckbehälters eine Kombination aus Wasserabscheider und Dampftrockner eingebaut. Die wassergetragene Kontamination verbleibt daher zusammen mit dem abgetrennten Wasser zum überwiegenden Teil innerhalb des Reaktordruckbehälters.
Gasförmige Stoffe
Die gasförmigen Stoffe werden praktisch vollständig mit dem Dampf aus dem Reaktordruckbehälter ausgetragen und passieren die Turbine. Bei der anschließenden Kondensation des Dampfes werden die Gase aus dem Kondensator abgesaugt und dem Abgasbehandlungssystem zugeführt.
Der dominierende Teil der Radioaktivität im Dampf besteht aus dem Stickstoffisotop 16N, das durch Aktivierung aus dem Sauerstoffisotop 16O entsteht. 16N hat eine Halbwertszeit von 7 Sekunden. Nach Beendigung des Reaktorbetriebs kann das Maschinenhaus daher nach wenigen Minuten wieder begangen werden. Weiterhin kommen im Dampf gasförmige Spaltprodukte vor, hauptsächlich radioaktive Isotope der Edelgase Krypton und Xenon.
Jod
Der Übertrag von Jodisotopen aus dem Reaktorwasser in den Dampf wird einerseits von der Wasserlöslichkeit und andererseits von der Flüchtigkeit des Jods bzw. seiner chemischen Verbindungen bestimmt. Die Konzentration an radioaktivem Jod im Dampf ist grundsätzlich höher als die der wassergetragenen Isotope.
Durch die radioaktiven Stoffe im Dampf und deren Zerfallsprodukte werden Rohrleitungen und Teile der Turbinen an der Oberfläche kontaminiert. Wenn solche Teile ausgetauscht werden, müssen die Altmaterialien vor der Verschrottung durch Abtragen der Oberfläche, zum Beispiel durch Sandstrahlen, dekontaminiert werden. Leitungen, die Reaktorwasser führen, werden vor Inspektionsarbeiten oder vor dem Austausch mit chemischen Verfahren dekontaminiert.
Die Steuerstäbe werden bei den deutschen und allgemein bei neueren Siedewasserreaktoren durch elektrische Antriebe justiert. Für die Schnellabschaltung steht unabhängig davon ein hydraulisches System zur Verfügung, bei dem unter hohem Druck stehendes Wasser die Steuerstäbe in den Reaktor einschiebt. Das Schnellabschaltsystem ist nach dem Fail-safe-Prinzip aufgebaut, d. h. Fehler im System führen zum selbstständigen Auslösen der Schnellabschaltung. Darüber hinaus ist ein System zur Einspeisung einer Borsalzlösung, also neutralisierter Borsäure, vorhanden, die einen hohen Wirkungsquerschnitt für Neutroneneinfang hat und daher den Reaktor unterkritisch machen kann.
Unabhängig vom Reaktortyp muss nach dem Abschalten die Nachzerfallswärme abgeführt werden. Beim Siedewasserreaktor kann das durch Ableiten von Dampf in den Turbinenkondensator oder in einer Kondensationskammer geschehen. Trotz hoher Energieabfuhr über die Verdampfungsenthalpie benötigt der Siedewasserreaktor eine anhaltende und ausreichende Wassernachspeisung. In vielen Siedewasseranlagen steht dazu eine Hochdruckpumpe zur Verfügung, die von einer kleinen Dampfturbine angetrieben wird. Damit wird zugleich Energie aus dem Reaktor abgeführt und Wasser nachgespeist. Dieses Aggregat kann auch aus Batterien gespeist werden, so dass für begrenzte Zeit eine Kernkühlung auch ohne Notstromgeneratoren möglich ist.
Ein Unterschied zum Druckwasserreaktor besteht darin, dass bei einem Kühlmittelverlust bis unter die Oberkante des Reaktorkerns in begrenztem Umfang noch eine Kühlung des oberen Teils der Brennelemente durch vorbeiströmenden Dampf gegeben ist. Bei den Nuklearunfällen von Fukushima I hat sich gezeigt, dass Schäden durch Überhitzung an den Brennelementen in den früheren Siedewasserreaktor-Baureihen dadurch allerdings nicht verhindert werden.

### Versagen der Kühlung
Das Versagen der Kühlung des Reaktors außer Betrieb führt zur Überhitzung und nachfolgend zum Schmelzen der Brennstäbe (Kernschmelze). Die Brennstabhüllen, welche in der Regel aus Zirkalloy bestehen, reagieren bei hoher Temperatur chemisch mit Wasser. Dabei wird Wasserstoff gebildet. Bei der Vermischung mit Luft entsteht ein explosionsfähiges Gemisch, das zu heftigen Knallgasexplosionen im Reaktorgebäude führen kann.
Die klassische deutsche Sicherheitsphilosophie für Kernkraftwerke nahm an, dass als größter anzunehmender Unfall (GAU) ein Bruch der Hauptkühlmittelleitung mit Verlust des Kühlwassers bis zur Höhe der Bruchstelle eintritt. Dieser sog. Auslegungsstörfall muss als Genehmigungsvoraussetzung ohne massive Kontamination der Umwelt noch beherrscht werden können.
Kommt es zur teilweisen oder vollständigen Kernschmelze, so sammelt sich eine bis zu 2400 °C heiße radioaktive Schmelze am Boden des Reaktordruckbehälters an und kann das Durchschmelzen des Behälterbodens bewirken. Teilweise werden daher sogenannte Core-Catcher installiert. Das ist beispielsweise eine Struktur in der die Schmelze aufgefangen und geometrisch so verteilt wird, dass die Wärmeabfuhr und die Unterkritikalität wieder gegeben sind. In neuen Anlagen russischer Bauart ist der Core-Catcher ein einfacher Behälter, der mit einem geeigneten Material, mit dem sich die Schmelze vermischen würde, befüllt ist.
Würde die radioaktive Schmelze den Reaktordruckbehälter sowie den Sicherheitsbehälter durchdringen, würde ein Großteil der Radioaktivität des Reaktors in die Umwelt freigesetzt. Dieses Ereignis wird als Super-GAU bezeichnet, da es über den GAU, auf den die Kernkraftwerke sicherheitstechnisch ausgelegt sind, hinausgeht. Wenn die radioaktive Schmelze, das sogenannte Corium, auf Wasser z. B. in Form äußeren Kühlwassers trifft, kann eine Wasserdampfexplosion stattfinden, bei der erhebliche Mengen des Materials atmosphärisch freigesetzt werden.
Im Film Das China-Syndrom wird ein Durchschmelzen durch die Bodenplatte und ein Eindringen in wasserführende Schichten postuliert. In der Realität reicht die Wärmeleistung der Schmelze nicht zum Durchdringen größerer Betonstrukturen aus.

## In Deutschland verwendete Baulinien

SWR vom Typ Mark I

In Deutschland sind keine Siedewasserreaktoren mehr in Betrieb. International weit verbreitet sind Siedewasserreaktoren des US-amerikanischen Unternehmens General Electric. Die Boiling Water Reactor (BWR) genannten Reaktorkerne der Baureihen 1–4 (BWR/1 bis BWR/4) wurden in einen Sicherheitsbehälter des Typs Mark I bzw. ab der Reaktorkernbaureihe BWR/5 des Typs Mark II eingebaut. Auch die erste Generation der in Deutschland errichteten Siedewasserreaktoren geht auf eine Kooperation mit General Electric zurück.

### Erste Generation (GE-AEG)

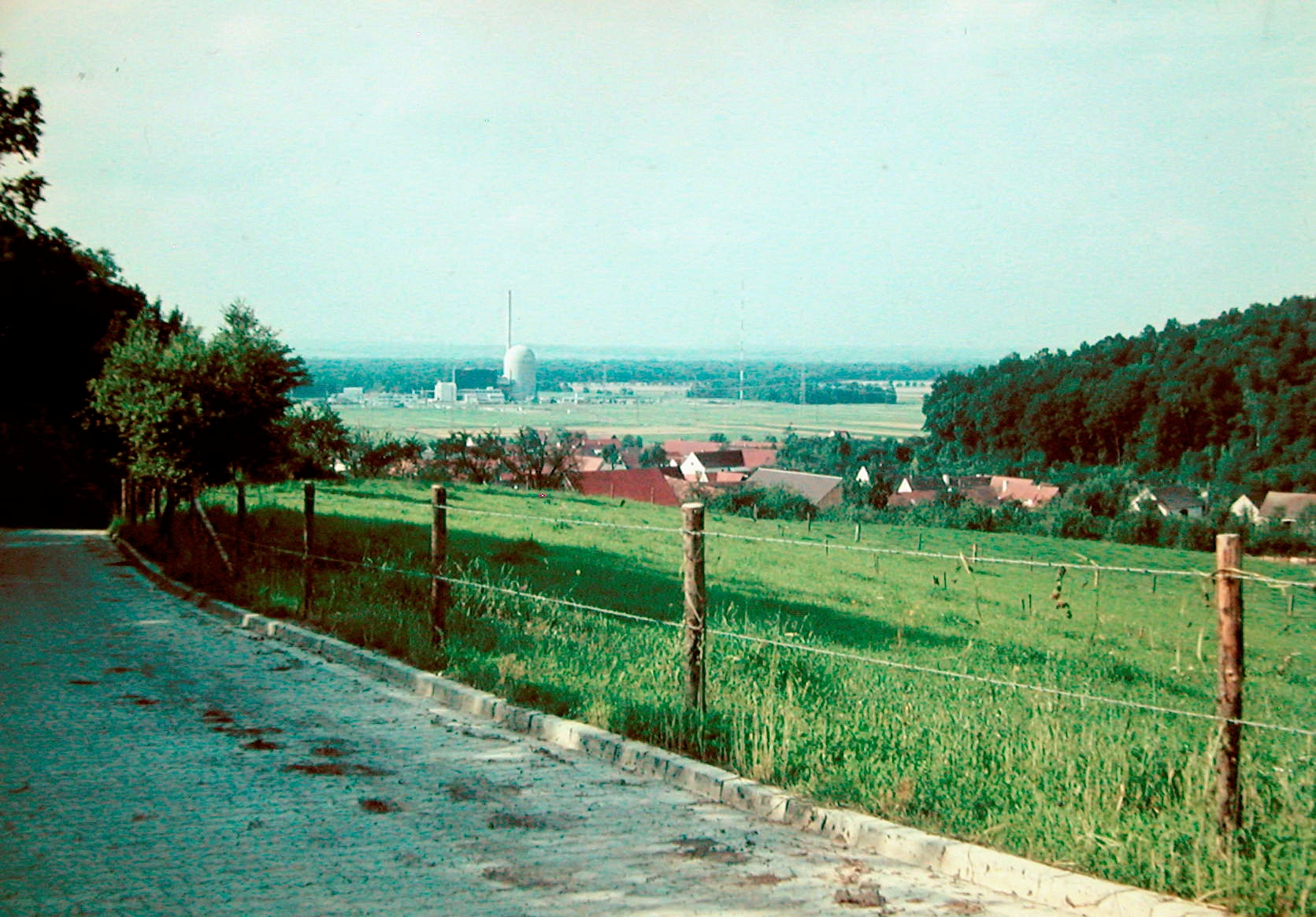
KRB Block A in Gundremmingen, August 1966

Bei den Siedewasserreaktoren in Deutschland (und teilweise in anderen Ländern) wird zwischen verschiedenen Baulinien unterschieden. Typisches Merkmal für die Typen der ersten Baulinien war das kuppelförmige Gebäude mit einem Containment unter der Betonhülle. Diese Reaktoren wurden in den 1950er und 1960er Jahren von AEG in Zusammenarbeit mit General Electric entworfen. Deutsche Kraftwerke dieser Baulinie waren Kahl, Gundremmingen A und Lingen. Alle drei Reaktoren sind inzwischen stillgelegt und zurückgebaut worden, bzw. befinden sich in der Rückbauphase. In den Nachbarländern Deutschlands sind noch von General Electric gebaute Siedewasserreaktoren späterer Generationen in Betrieb, z. B. das schweizerische Werk Leibstadt.

Eine Sonderbauform des vorgenannten Reaktortyps war der Heißdampfreaktor Großwelzheim in Karlstein am Main, direkt neben dem Kernkraftwerk Kahl.

### Zweite Generation
Als direkter Vorläufer der Baulinie 69 (KWU) diente das 1994 stillgelegte und bis 2014 rückgebaute Kernkraftwerk Würgassen. Es unterschied sich bereits deutlich von der ersten Generation, besonders durch sein kastenförmiges Reaktorgebäude mit dem sich darin befindenden kugelförmigen Sicherheitsbehälter. Es war das letzte Kernkraftwerk der AEG, bevor 1969 durch die Zusammenlegung der jeweiligen Kraftwerksaktivitäten von AEG und Siemens die Kraftwerk Union AG (KWU) entstand.

#### Baulinie 69 (KWU)
Dieser Reaktortyp wurde im Jahre 1969 von der damaligen Kraftwerk Union als Eigenentwicklung aus dem Prototyp des Kernkraftwerks Würgassen konzipiert. Ein typisches Merkmal für diese Kraftwerke sind die kastenförmigen Bauten und der separate kugelförmige Sicherheitsbehälter innerhalb des Gebäudes.
Nach dem von der Bundesregierung im März 2011 verhängten Atom-Moratorium infolge der Reaktorkatastrophe von Fukushima wurde Ende Mai 2011 von Bund und Ländern beschlossen, die vorgenannten Reaktoren stillzulegen. Das nie in Betrieb gegangene österreichische Kernkraftwerk Zwentendorf wurde ebenfalls mit diesem Reaktortyp gebaut.

#### Baulinie 72 (KWU)
Die bisher letzte in Deutschland verwirklichte Baulinie ist die Baulinie 72, ebenfalls nach dem Jahr ihrer Konzipierung benannt. Die Reaktoren dieser Kraftwerke sind in zylinderförmigen Gebäuden untergebracht. Innerhalb der Stahlbetonhülle befindet sich ein zylindrisches Containment. Als weltweit einziges Kernkraftwerk wurden die Blöcke B und C des Kernkraftwerks Gundremmingen mit Reaktoren dieser Baulinie errichtet. Die Baulinie 72 ist eine technische Weiterentwicklung der 69er-Baulinie, mit überarbeitetem Sicherheitskonzept und neuer Gebäudekonzeption und -auslegung.
Mit der Stilllegung des Kernkraftwerks Gundremmingen C am 31. Dezember 2021 endete die Ära der Siedewasserreaktoren in Deutschland. Block B wurde bereits am 31. Dezember 2017 stillgelegt.
Nach Aussage der Helmholtz-Gemeinschaft verfügt die Baureihe im Vergleich zu den General-Electric-Siedewasserreaktoren in Fukushima über bessere Sicherheitseinrichtungen, unter anderem eine 6-fach redundante Notstromversorgung, passiv arbeitende Kühlsysteme, ein stärkeres Containmentgebäude, Druckablasskamin und die Möglichkeit, Kühlmittelverluste von außen auszugleichen.

### Weiterentwicklung
Unter dem Namen KERENA (bis März 2009 SWR 1000) wird von Areva NP in Kooperation mit E.ON der Nachfolgetyp der Baureihe 72 entwickelt, ein Siedewasserreaktor mit einer elektrischen Leistung von 1250 MW. AREVA NP und die kanadische Provinz New Brunswick haben im Juli 2010 eine Absichtserklärung unterzeichnet, die den Bau eines KERENA als Option enthält. Fortgeschrittene amerikanische SWR-Ausführungen sind der ABWR und der ESBWR.

## Sonstige Siedewasserreaktoren

### Asea-Atom BWR-69 / AA-I
z.B. Forsmark 1 und 2, Olkiluoto 1 und 2 oder Oskarshamn 1

## Anwendungsbereich und Standorte
Siedewasserreaktoren sind weniger verbreitet als Druckwasserreaktoren, obwohl beide Reaktortypen einen ähnlichen Wirkungsgrad besitzen. Ihr Vorteil gegenüber Druckwasserreaktoren ist der geringere bautechnische Aufwand (es gibt nur einen Wasserkreislauf statt zwei, Betriebsdruck und -temperatur sind deutlich geringer) sowie eine theoretisch einfachere Störfallbeherrschung. Ein wesentlicher Nachteil ist die wegen der dort herrschenden Strahlung eingeschränkte Begehbarkeit von Teilbereichen des Maschinenhauses während des Leistungsbetriebs (in erster Linie wegen 16N-Aktivität). Die Leistung des Siedewasserreaktors wird zwischen etwa 50 und 100 Prozent durch Verändern der Umlaufgeschwindigkeit des Wassers und damit des Dampfblasengehalts im Reaktor geregelt. Wegen seiner höheren Regelgeschwindigkeit ist der Siedewasserreaktor als Mittellastkraftwerk einsetzbar.
Damit die Verteilung der Dampfblasen im Reaktorwasser weitgehend gleichmäßig ist, muss der SWR senkrecht stehen. In der gebräuchlichen Konstruktion mit internem Sieden kann er daher nicht als Schiffsreaktor eingesetzt werden.
Eine Variante des Siedewasserreaktors ist der Siedewasser-Druckröhrenreaktor, dessen bekanntester Typ der RBMK ist, ein Reaktor sowjetischer Bauart der u. a. im explodierten Kernkraftwerk Tschernobyl zum Einsatz kam.
Standorte in Deutschland:
- Kernkraftwerk Kahl (Rückbau 2010 abgeschlossen)
- Kernkraftwerk Großwelzheim (Rückbau 2008 abgeschlossen)
- Kernkraftwerk Lingen (im Rückbau)
- Kernkraftwerk Würgassen (nuklearer Rückbau 2014 beendet)
- Kernkraftwerk Brunsbüttel (im Rückbau)
- Kernkraftwerk Philippsburg (Block 1, im Rückbau)
- Kernkraftwerk Isar (Block 1, Nachbetrieb)
- Kernkraftwerk Krümmel (im Rückbau)
- Kernkraftwerk Gundremmingen (Block A im Rückbau, Block B & C abgeschaltet)

Standorte in der Schweiz:
- Kernkraftwerk Leibstadt (in Betrieb)
- Kernkraftwerk Mühleberg (Nachbetrieb)

Standort in Österreich:
- Kernkraftwerk Zwentendorf (nach einer Volksabstimmung nicht in Betrieb gegangen)

Weitere Anlagen mit SWR in Europa:
- Kernkraftwerk Olkiluoto (Finnland)
- Kernkraftwerk Santa María de Garoña (Spanien, im Rückbau)
- Kernkraftwerk Cofrentes (Spanien)
- Kernkraftwerk Oskarshamn (Schweden, 2 Blöcke im Nachbetrieb)
- Kernkraftwerk Ringhals – Block 1 (Schweden, 2020 abgeschaltet[9])
- Kernkraftwerk Forsmark (Schweden)
- Außerdem 4 stillgelegte und teils rückgebaute Blöcke in Schweden, Italien und den Niederlanden.

## Lastfolgebetrieb
Die Fähigkeit zum Lastfolgebetrieb war für die meisten deutschen Kernkraftwerke (KKW) ein konzeptbestimmendes Auslegungskriterium. Daher sind die Kernüberwachung und die Reaktorregelung schon beim Entwurf der Reaktoren so ausgelegt worden, dass keine nachträgliche Ertüchtigung der Anlagen für den Lastfolgebetrieb nötig ist. Die bayerische Staatsregierung antwortete auf Anfrage, dass alle bayerischen KKW für den Lastfolgebetrieb ausgelegt sind. Deutsche SWR, die im Lastfolgebetrieb gefahren wurden (oder werden) sind z. B.: Gundremmingen Block B und C, Isar 1 und Philippsburg 1.
Für deutsche SWR werden als Minimalleistung teils 35, teils 60 % der Nennleistung angegeben, als Leistungsgradienten 3,8 bis 5,2 % der Nennleistung pro Minute. Leistungsgradienten von bis zu 100 MW pro Minute können bei SWR im Bereich zwischen 60 und 100 % Nennleistung durch Drehzahländerung der Zwangsumlaufpumpen auslegungsgemäß relativ einfach erreicht werden. Beim SWR können bestimmte Betriebszustände aber eingeschränkte Leistungsänderungsgeschwindigkeiten erfordern und die Lastfolgefähigkeit auf etwa 1 % der Nennleistung pro Minute verringern.
Die Leistungsregelung beim SWR erfolgt entweder durch die Variation des Kerndurchsatzes (Kühlmitteldurchsatzes) oder durch Verfahren der Steuerstäbe.

### KKW Isar 1
Beim KKW Isar 1 wurden Laständerungen im laufenden Betrieb durch die Variation des Kerndurchsatzes durchgeführt.

#### Steuerstäbe
Laständerungs-Anpassungen mit Steuerstäben wurden vorwiegend beim Anfahren des Reaktors bei niedrigem Kerndurchsatz und geringer Reaktorleistung vorgenommen. Für den Lastfolgebetrieb ist die Steuerung mittels Steuerstäben aus folgenden Gründen nicht geeignet:
- Die Laständerungsgeschwindigkeit ist relativ niedrig und hängt von der Ausfahrlänge und der Position der Steuerstäbe im Reaktor ab.
- Die lokale Brennstoffbelastung ist sehr hoch, weil sich die Leistung nur in den betroffenen Steuerstabzellen verändert.
- Die Leistungsverteilung im Kern wird stark verändert, was sich negativ auf die lokale Brennstoffbelastung auswirkt.

#### Kerndurchsatz
Durch Änderung des Kerndurchsatzes mittels der Zwangsumwälzpumpen ändert sich der mittlere Dampfblasengehalt im Kern und damit die Moderation (siehe negativer Dampfblasenkoeffizient). Dies ist die übliche Methode, den Lastfolgebetrieb beim SWR durchzuführen. Die Vorteile dieses Verfahrens sind:
- Die Leistungsverteilung im Kern bleibt nahezu unverändert. Die Laständerung wird damit gleichmäßig auf den Reaktorkern verteilt.
- Die Laständerung kann theoretisch mit einer Laständerungsgeschwindigkeit von 10 % pro Sekunde durchgeführt werden.

#### Einschränkungen
Folgende Einschränkungen müssen beachtet werden:
- Bei längerer Teillastdauer müssen wegen Änderungen der Konzentration von 135Xenon die Steuerstäbe eingefahren werden, um nicht in Begrenzungen des Betriebskennfeldes zu gelangen (siehe Xenonvergiftung).
- Beim Ausfall von einzelnen Zwangsumwälzpumpen ist auf Neutronenflussschwingungen (Kernstabilität) zu achten.
- Soll die Verwendung der Steuerstäbe beim Lastfolgebetrieb vermieden werden, so muss der maximal zulässige Lasthub eingeschränkt werden.